# هرپانژین
هرپانژین (انگلیسی: Herpangina) یا «تاول دهان و گلو»، نوعی بیماری دردناک دهان و گلو است که توسط اِنتروویروس‌هایی به نام «کوکساکی‌ویروس» (مخصوصا «کوکساکی‌ویروس آ» و گاهی توسط «کوکساکی‌ویروس ب» و «اکوویروس») ایجاد می‌شود. این بیماری اغلب در فصل تابستان و بیشتر در کودکان رخ می‌دهد، اما در نوجوانان و افراد بالغ هم ممکن است دیده شود. دوره نهفتگی بیماری (از زمان ورود ویروس به بدن تا آغاز علایم) ۷–۲ روز است. ویروس ایجادکنندهٔ بیماری معمولاً از طریق مسیر مدفوعی-دهانی یا از طریق قطرات تنفسی پخش می‌شود. هرپانژین نخستین بار در ۱۹۲۰ توصیف شد.

## علائم
علائم بیماری شامل تب ناگهانی بالا به‌همراه گلودرد شدید، سردرد، از دست دادن اشتها و اغلب گردن‌درد است. در عرض دو روز پس از شروع بیماری، به‌طور متوسط چهار یا پنج (اما گاهی تا بیست عدد) توده خاکستری به قطر ۱ تا ۲ میلی‌متر در دهان و گلو تشکیل می‌شود و به وزیکول‌هایی تبدیل می‌شود که دورشان قرمز است. در طی ۲۴ ساعت بعدی، این ضایعات تبدیل به زخم‌های کم عمقی می‌شوند که به ندرت قطر آنها بیشتر از ۵ میلی‌متر است که در عرض یک تا هفت روز خوبه‌خود بهبود می‌یابند. این ضایعات اغلب روی ستون‌های لوزه‌ای (در مجاورت لوزه‌ها) ظاهر می‌شوند، اما همچنین روی نرم‌کام، لوزه‌ها، زبان کوچک یا زبان ظاهر می‌شوند.
تعداد کمی از ضایعات (معمولاً دو تا شش عددشان) در ناحیه پشت دهان، به ویژه نرم‌کام یا ستون‌های لوزه ایجاد می‌شوند. ضایعات در ابتدا به‌شکل ماکول‌های قرمز هستند که کم‌کم مبدل به وزیکول و در نهایت به زخم می‌شوند و اندازه آنها می‌تواند ۲ تا ۴ میلی‌متر باشد.
گلودرد گاهی چنان شدید است که بیمار نمی‌تواند حتی آب دهان را به‌راحتی قورت دهد و این درد ممکن است به گوش بزند.

## تشخیص
تشخیص بیماری از روی علائم و نشانه‌های بالینی مقدور است و درمان شامل به حداقل رساندن علائم و درد است. محل قرارگیری وزیکول‌ها می‌تواند آن را از بیمای «التهاب هرپسی لثه و مخاط دهان» متمایز کرد - در هرپانژین، وزیکول‌ها معمولاً در پشت حلق یافت می‌شوند، در حالی که در «التهاب هرپسی لثه و مخاط دهان» وزیکول‌ها معمولاً در بخش جلویی دهان دیده می‌شوند.

## تشخیص افتراقی
این بیماری ممکن است با آفت دهانی، گلودرد استرپتوکوکی یا هرپس (تب‌خال) اشتباه گرفته شود. انجام آزمایش سریع استرپ و کشت گلو گاهی برای رد سایر دلایل «گلودرد شدید و تب» مثل گلودرد استرپتوکوکی لازم است.

## درمان
درمان معمولاً فقط حمایتی است، زیرا این بیماری خودبه‌خود خوب می‌شود و معمولاً در کمتر از یک هفته سیر طبیعی خود را طی کرده و برطرف می‌گردد.
رعایت موارد زیر در مدیریت درمان اهمیت دارد:
- نوشیدن مایعات خنک و خوردن بستنی مفید است.
- استفاده از آسپیرین در این بیماری ممنوع است. اما می‌توان از ایبوپروفن و استامینوفن برای کاهش تب و درد استفاده کرد.
- بهتر است از مصرف خوراکی‌ها و نوشیدنی‌های ترش و تند در دوره بیماری خودداری شود.

## همه‌گیرشناسی
- این بیماری بیشتر در شیرخواران و کودکان دیده می‌شود.
- بیشتر در فصل تابستان شیوع دارد.

## ریشه‌شناسی
هرپانژین از واژهٔ یونانی «هرپ» به معنای «خزنده، مارمانند» و واژهٔ لاتین «آنژین» به معنای «التهاب» گرفته شده است که معنای تحت‌الفظی‌اش «التهاب یا تورم گلو یا قسمتی از گلو، به ویژه التهاب لوزه» است.